# وحدة طاقة مساعدة

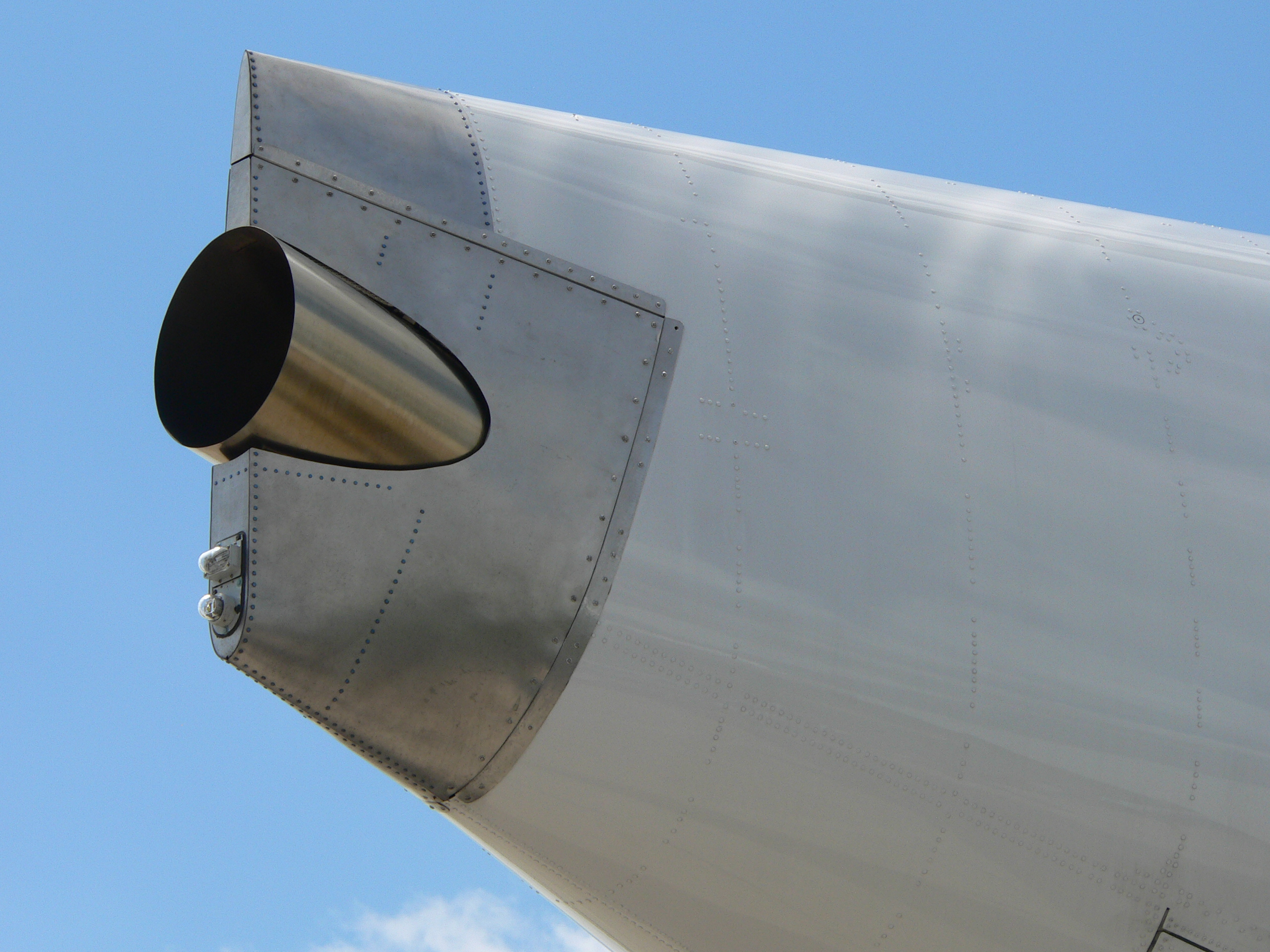
عادم وحدة توليد الطاقة المساعدة في نهاية ذيل طائرة إيرباص إيه 380

وحدة الطاقة المساعدة APU (بالإنكليزية auxiliary power unit) هي جهاز على المركبات يولد الطاقة اللازمة لأغراض أخرى غير دفع المركبة. غالبا تستخدم APU في الطائرات الكبيرة، السفن البحرية وكذلك بعض المركبات البرية الكبيرة.

## طائرات النقل

### الوظيفة

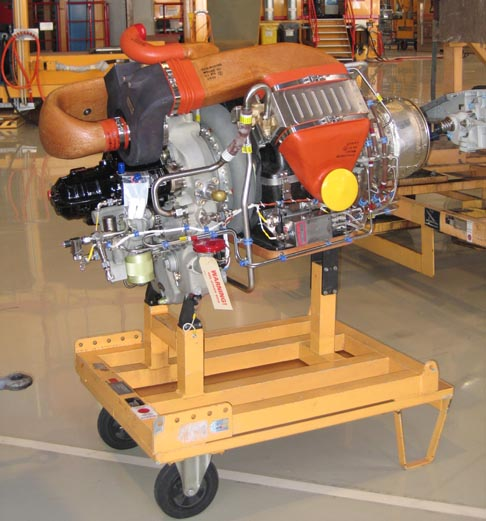
وحدة الطاقة المساعدة APU لطائرات إيرباص إيه 320

إن الهدف الرئيسي من وحدة الطاقة المساعدة في الطائرات المدنية هو تزويد الطاقة اللازمة لإقلاع المحركات الرئيسية. قبل أن يتم تدوير محركات الطائرة فإنه يتم إقلاع وحدة الطاقة المساعدة بواسطة بطارية أو مسارع (مراكم) هيدروليكي. حالما يتم إقلاع APU فإنه يتم تزويد الطاقة اللازمة (كهربائية - هوائية أو هيدروليكية، اعتمادا على التصميم) لإقلاع محركات الطائرة.
إن وحدة الطاقة المساعدة تستخدم أيضا لتشغيل أجهزة الطائرة الكهربائية في حال أن محركات الطائرة مطفأة. هذا يجعل مقصورة المسافرين مريحة عند صعود المسافرين وقبل إقلاع محركات الطائرة. والطاقة المولدة أيضا تستخدم لتشغيل أنظمة فحص الطائرة قبل الرحلة.
إن الطائرات التي تحوي وحدة توليد الطاقة المساعدة يمكنها أيضا أن تقبل مصدر طاقة كهربائية أو هوائية من محطة توليد أرضية خارجية وذلك في حال فشل استخدام وحدة توليد الطاقة المساعدة. تخفض بعض المطارات من استخدام وحدة الطاقة المساعدة أثناء وجود الطائرة في المطار وذلك بسبب الضجيج والتلوث ويستعاض عنها قدر الإمكان بوحدة توليد الطاقة الأرضية الخارجية.

### الأقسام
إن وحدة توليد الطاقة المساعدة النموذجية لطائرات النقل التجارية تتألف من الأقسام الثلاثة التالية:
قسم الطاقة
هو قسم مولد الغاز للمحرك وينتج كل الطاقة المحورية لـ APU.
قسم ضاغط الحمل
هو ضاغط مركب على المحور يوفر الطاقة الهوائية للطائرة لذلك فإن بعض وحدات الطاقة المساعدة تستخرج الهواء الدافع من قسم ضاغط الحمل.
قسم صندوق المسننات
إن صندوق المسننات يحول الطاقة من المحور الرئيسي للمحرك إلى مولد الزيت المبرد لأجل الطاقة الكهربائية. ومن خلال علبة المسننات فإن الطاقة تُحوَّل أيضا ملحقات المحرك مثل وحدة التحكم بالوقود، وحدة التشحيم ومروحة التبريد. إضافة لما سبق يوجد محرك إقلاع موصول من خلال مسننات متقاطرة ليقوم بإقلاع وحدة الطاقة المساعدة.